# Shu Mei Hwang
Shu Mei Hwang (romanización del en chino simplificado, 黄淑美; pinyin, Huáng Shūměi (1933) es un botánico chino, siendo especialista taxonómico en las familias Aristolochiaceae, Euphorbiaceae, Hydrangeaceae, Styracaceae; y en especial el género Mallotus, publicando habitualmente en Acta Phytotaxonomica Sinica, y en Acta Bot. Austro Sin.

## Algunas publicaciones

### Libros
- hua-shing Kiu, shu-mei Hwang, pui-cheung Tam, yeou-ruenn Ling, te-lin Wu, pang-yu Cheng, ching yung Cheng, chuh-shu Yang. 1988. Flora reipublicae popularis Sinicae delectis florae reipublicae popularis Sinicae agendae academiae Sinicae edita: Tom 24. Angiospermae. Dicotyledoneae. Podostemaceae-Balanophoraceae. Volumen 24 de Flora reipublicae popularis Sinicae. Ed. Science Press. 296 pp. ISBN 7030000072

- La abreviatura «S.M.Hwang» se emplea para indicar a Shu Mei Hwang como autoridad en la descripción y clasificación científica de los vegetales.[3]